# Hylocereus purpusii
Hylocereus purpusii là một loài thực vật có hoa trong họ Cactaceae. Loài này được (Weing.) Britton & Rose mô tả khoa học đầu tiên năm 1920.